# Montlhéry
Montlhéry è un comune francese di 7 022 abitanti situato nel dipartimento dell'Essonne nella regione dell'Île-de-France. È uno dei comuni dell'antica provincia francese dell'Hurepoix.

## Società

### Evoluzione demografica
Abitanti censiti

## Sport
Ha ospitato i Campionati del mondo di ciclismo su strada 1933.
- motori: è sede del circuito di Linas-Montlhéry, uno storico tracciato sede di alcuni GP di Francia prima dell'avvento della F1, composto da una parte ovale e da un'estensione stradale sulle strade circostanti